# Batu Arang
Batu Arang is een plaats in de Maleisische deelstaat Selangor.
Batu Arang telt 5600 inwoners.